# Simón Lecue
Simón Lecue Andrade (Arrigorriaga, 1912. február 11. – Madrid, 1984. február 25.) spanyol labdarúgófedezet.